# صائم الدهر
هو أبو بكر صائم الدهر بن أبي القاسم بن إسماعيل بن محمد النجيب بن الحسن القديمي بن يوسف بن الحسن بن يحيى بن سالم بن عبد الله بن الحسين بن علي بن القاسم بن إدريس بن جعفر الزكي بن علي الهادي بن محمد الجواد بن علي الرضا بن موسى الكاظم بن جعفر الصادق بن محمد الباقر بن علي زين العابدين بن الحسين بن علي بن أبي طالب 

## حياتة وسبب التسمية
ولد بمدينة الزيدية 60 كلم شمال مدينة الحديدة وقد توفي بها. سبب تلقيبه بصائم الدهر أنه كان يمسك عن ثدي أمه جميع النهار ويقبل عليه في الليل فسمي صائم الدهر وهو من كبار علماء الشافعية في تهامة اليمن

## مسجده
بنى مسجد في مدينة الزيدية عام 1010 وقد أطلق لقبة على المسجد وقد بنى مسجده من القش، ثم عمر بعد ذلك بالآجر عام ( 1200 هجرية ) ، وفي عام ( 1328 هجرية ) أعيد بناء منارة المسجد وعمرت عمارة أقوى من الأولى وذلك على يد السيد الصالح «هادي بن أحمد هيج» ، ثم رمم المسجد في عام ( 1400 هجرية ) ، يقع في الحارة الشرقية ، ويتم تدريس العلوم الدينية في زاوية ملحقة بالمسجد ، والمسجد بحالة جيدة ،